# Cotys gibbulosus
Cotys gibbulosus är en insektsart som beskrevs av Hancock, J.L. 1913. Cotys gibbulosus ingår i släktet Cotys och familjen torngräshoppor. Inga underarter finns listade i Catalogue of Life.